# Meteorium illecebrinum
Meteorium illecebrinum är en bladmossart som beskrevs av Brotherus 1925. Meteorium illecebrinum ingår i släktet Meteorium och familjen Meteoriaceae. Inga underarter finns listade i Catalogue of Life.